# Ozero Jakovskoje
Ozero Jakovskoje (ryska: Озеро Яковское) är en sjö i Belarus.   Den ligger i voblasten Vitsebsks voblast, i den norra delen av landet, 220 km norr om huvudstaden Minsk. Ozero Jakovskoje ligger 125 meter över havet. Arean är 1,3 kvadratkilometer. Den sträcker sig 2,5 kilometer i nord-sydlig riktning, och 2,7 kilometer i öst-västlig riktning.
I omgivningarna runt Ozero Jakovskoje växer i huvudsak blandskog. Runt Ozero Jakovskoje är det ganska tätbefolkat, med 72 invånare per kvadratkilometer.